# Франц Вилхелм фон Хоенцолерн-Берг
Франц Вилхелм Николаус фон Хоенцолерн-Берг (на немски: Franz Wilhelm Nikolaus von Hohenzollern-Berg; Franz Wilhelm von Hohenzollern-s'Heerenberg) от швабската линия на Хоенцолерните от Хоенцолерн-Зигмаринген е от 1712 г. граф на Хоенцолерн-Берг ’с-Хееренберг.

## Биография
Роден е на 7 декември 1704 година в Зигмаринген. Той е вторият син на княз Майнрад II фон Хоенцолерн-Зигмаринген (1673 – 1715) и съпругата му графиня Йохана Катарина фон Монфор-Тетнанг (1678 – 1759), дъщеря на граф Йохан Антон I фон Монфор-Тетнанг (1635 – 1708) и съпругата му графиня Мария Викторина фон Шпаур и Флавон (1651 – 1688). Брат е на княз Йозеф Фридрих Ернст фон Хоенцолерн-Зигмаринген (1702 – 1769).
Франц Вилхелм става универсален наследник през 1712 г. на брата на баба му Мария Клара фон Берг-с’Хееренберг (1635 – 1715) граф Освалд III/IV фон Берг-’с-Хееренберг. Условието е при поемането на наследството да запази името и герба на графовете фон Берг.
Освалд умира на 20 юни 1712 г. като последен от фамилията де Лек и Франц Вилхелм става, със съгласието на баща му, като граф фон Берг наследник на графството с'Хееренберг с господствата Боксмеер, Берг, Диксмуиде, Гендринген, Еттен, Виш, Панерден и Милинген. Той взема резиденцията в ’с-Хееренберг и се жени там на 21 май 1724 г.
Умира на 32 години на 10 февруари 1737 г. в замък Боксмеер, Северен Брабант и там е погребан. Понеже синът му се отказва от наследството през 1738 г., дъщеря му Йохана става наследничка на Берг.

## Фамилия
Франц Вилхелм фон Хоенцолерн-Берг се жени на 14/21 май 1724 г. в 'с-Хееренберг за графиня Мария Катарина фон Валдбург-Цайл (* 28 септември 1702, в дворец Цайл; † 24 февруари 1739, кастел Боксмеер), дъщеря на фрайхер и граф Йохан Кристоф фон Валдбург-Цайл-Траухбург (1660 – 1720) и графиня	Мария Франциска Елизабет фон Монфор (1668 – 1726), дъщеря на граф Йохан VIII фон Монфор-Тетнанг (1627 – 1686) и графиня Мария Катарина фон Зулц (1630 – 1686). Те имат три деца:
- Йохана Йозефина Антония фон Хоенцолерн-Берг (* 14 април 1727, замък 'с-Хееренберг; † 22 февруари 1787, Зигмаринген), наследничка на Берг, омъжена на 2 март 1749 г. в замък Кайл близо до Тревес за княз Карл Фридрих фон Хоенцолерн-Зигмаринген (1724 – 1785)
- Йохан Баптист Йозеф Освалд Франц фон Хоенцолерн-Берг (* 24 юни 1728, замък 'с-Хееренберг; † 15 май 1781, замък Хайгерлох), 1738 г. е обявен за неспособен да управлява и доживотно е интерниран в замък Хоенцолерн при Хехинген, женен на 22 юли 1747 г. в Мюнхен за графиня Мария фон Лодрон (1720 – 1758), бездетен
- Мария Терезия Леополдина фон Хоенцолерн-Берг (* 6 март 1730, замък 'с-Хееренберг; † 28 октомври 1800, Зигмаринген), манастирска дама в Ремирмон